# Grijsborstvliegenvanger
De grijsborstvliegenvanger (Eopsaltria griseogularis) is een zangvogel uit de familie Petroicidae (Australische vliegenvangers).

## Verspreiding en leefgebied
Deze vogel is endemisch in Australië en telt twee ondersoorten:
- E. g. griseogularis  - komt voor in zuidelijk-centraal Australië.
- E. g. rosinae - komt voor in zuidwestelijk Australië.

## Status
De grootte van de populatie is niet gekwantificeerd maar de soort wordt omschreven als plaatselijk algemeen. Op de Rode lijst van de IUCN heeft deze soort de status niet bedreigd.